# Polityczny hip-hop
Polityczny hip-hop – podgatunek alternatywnego hip-hopu. Chociaż główny nurt w hip-hopie jest powszechnie ograniczony do stylów crunk i pop-rapu, pewni artyści ze świadomym społecznie lub pozytywnym/optymistycznym przesłaniem, albo bardziej awangardowym podejściem, także odnoszą pewien sukces.
Często określają się w opozycji do głównonurtowej produkcji jako świadomy hip-hop z powodu swojego spojrzenia na sprawy społeczne i polityczne dotyczące społeczności czarnych, które to podejście wyróżnia ich także od nurtu gangsterskiego rapu. Zwolennicy takich hip-hopowców postrzegają ten gatunek jako wyrażający prawdziwą naturę hip-hopu, dokonującego powrotu do pierwszych, wczesnych lat hip-hopu, w których wielu artystów rapowało na tematy "świadomie społeczne". Rap gangsterski, w tym ujęciu, zbliża się do głównego nurtu, choć nie uzyskał jeszcze jego pełnego obywatelstwa.
Świadomy hip-hop tym różni się od politycznego hip-hopu, że niekoniecznie kryje w sobie przekaz polityczny, chociaż podobnie jak tamten koncentruje się na kwestiach społecznych.

## Public Enemy
Public Enemy jest jednym z wiodących głosów "świadomego hip-hopu", stawiającego w swoich tekstach kwestie zinstytucjonalizowanego rasizmu, korupcji wśród polityków, łamania prawa przez policję i dziedzictwa niewolnictwa w Stanach Zjednoczonych. Spośród całej rzeszy muzyków hip-hopowych, którzy promują pozytywny i pojednawczy z rzeczywistością przekaz tekstowy, Public Enemy nieugięcie krytykuje i wyjawia na światło dzienne poważne sprzeczności wewnętrzne amerykańskiego systemu demokratycznego. Na przykład, w piosenkach typu "Stop the Violence" and "Self-Destruction", KRS-ONE oddaje swój talent muzyczny otwieraniu ludzkich oczu i uszu na świat, który przesiąknięty jest okrucieństwem i nienawiścią. Eric B i Rakim, EPMD, Schoolly D, Slick Rick, Poor Righteous Teachers, czy Ice Cube – oni z kolei swoimi tekstami pokazują metody budowy ruchu społecznego przeciwko tym zjawiskom.

## Rewolucyjny hip-hop
W ostatnich latach w obrębie politycznego hip-hopu pojawiły się składy wyrażające przesłanie rewolucyjne. W ich tekstach znaleźć można problematykę komunistycznego ujęcia walki klas, rewolucyjnego feminizmu czy anarchizmu, ale także tradycyjne dla kultury czarnego rapu – przesłania czarnego lewicowego nacjonalizmu. Wśród takich artystów znajdują się:
- A.J.K.S. - anarchistyczny projekt death-rapowy
- Bigg Jus
- Immortal Technique
- Dead Prez
- The Dope Poet Society
- Looptroop – szwedzki rap anarchistyczny
- Nimrod (wraz z Red Army Productions)
- Sabac
- The Coup
- Ras Kass
- Zearle
- Gatas Parlament – norweski duet rapu komunistycznego
- Paris
- Public Enemy
- Emcee Lynx – anarchistyczny raper z Bay Area
- Zack de la Rocha
- Ill Bill
- Non Phixion
- Soldier X
- The Perceptionists
- Black Star
- Enki
- Jedi Mind Tricks
- Saigon
- Palestine
- Verbal Threat
- Zion I
- Moscow Death Brigade
- (hed) P.E